# Tekovská župa (Československo)
Tekovská župa (slovensky Tekovská župa) byla jedna ze žup, jednotek územní správy na Slovensku v rámci prvorepublikového Československa. Byla vytvořena při vzniku Československa z uherské Tekovské župy. Existovala v letech 1918–1922, měla rozlohu 2 724 km² a jejím správním centrem byly Zlaté Moravce.

## Historický vývoj
Po vyhlášení Martinské deklarace dne 30. října 1918, kterou se Slovensko vydělilo z Uherska a přičlenilo k nově vzniklému Československu, zůstalo slovenské území dočasně rozdělené na administrativní celky vytvořené Uherskem. Jedním z těchto celků byla Tekovská župa, která vznikla z původní uherské Tekovské župy. V čele župy stál vládou jmenovaný župan, který disponoval všemi pravomocemi, zatímco samosprávná funkce župy byla potlačena.
Sídlo župy se nacházelo ve Zlatých Moravcích.
Tekovská župa existovala do 31. prosince 1922. K 1. lednu 1923 bylo na Slovensku vytvořeno nové župní zřízení, které bylo původně plánované pro celé Československo, nicméně realizováno bylo pouze právě na Slovensku.

## Geografie
Tekovská župa se nacházela na středozápadním Slovensku, v okolí řeky Hron. Na severu hraničila s Turčanskou župou, na východě se Zvolenskou a Hontskou župou, na jihu s Komárenskou župou a na západě a severozápadě s Nitranskou župou.

## Administrativní členění
V roce 1919 se Tekovská župa členila na pět slúžňovských okresů (Levice, Oslany, Svätý Kríž, Vráble a Zlaté Moravce) a dvě města se zřízeným magistrátem (Levice a Kremnica), která byla na úrovni okresů.